# Cifra rája
A cifra rája (Raja undulata) a porcos halak (Chondrichthyes) osztályának rájaalakúak (Rajiformes) rendjébe, ezen belül a valódi rájafélék (Rajidae) családjába tartozó faj.

## Előfordulása
A cifra rája előfordulási területe az Atlanti-óceán keleti része, beleértve a Földközi-tengert is. Dél-Írországtól és Angliától kezdve, egészen Szenegálig található meg. A Kanári-szigetek között is fellelhető.

## Megjelenése
Ez a rája elérheti a 100 centiméteres hosszúságot is, de már 80-85 centiméteresen felnőttnek számít. A háti részén az alapszín barnássárgás, rajta pedig több hullámos, sötétbarna vonalas rajzolat látható.

## Életmódja
Mérsékelt övi és szubtrópusi rája, amely 50-200 méter mélységek között él. A kontinentális selfek homokos tengerfenekét választotta élőhelyéül. Mindenféle fenéklakó állatot felfal, lehet gerinces vagy gerinctelen.

## Szaporodása
Belső megtermékenyítéssel szaporodik. A nőstény márciustól szeptemberig rakja le a tojástokjait, melyek 7,2-9 centiméter hosszúak és 4,2-5,2 centiméter szélesek, a sarkaik élesek és kemények.

## Felhasználása
A cifra rájának ipari mértékű halászata folyik.

## Képek

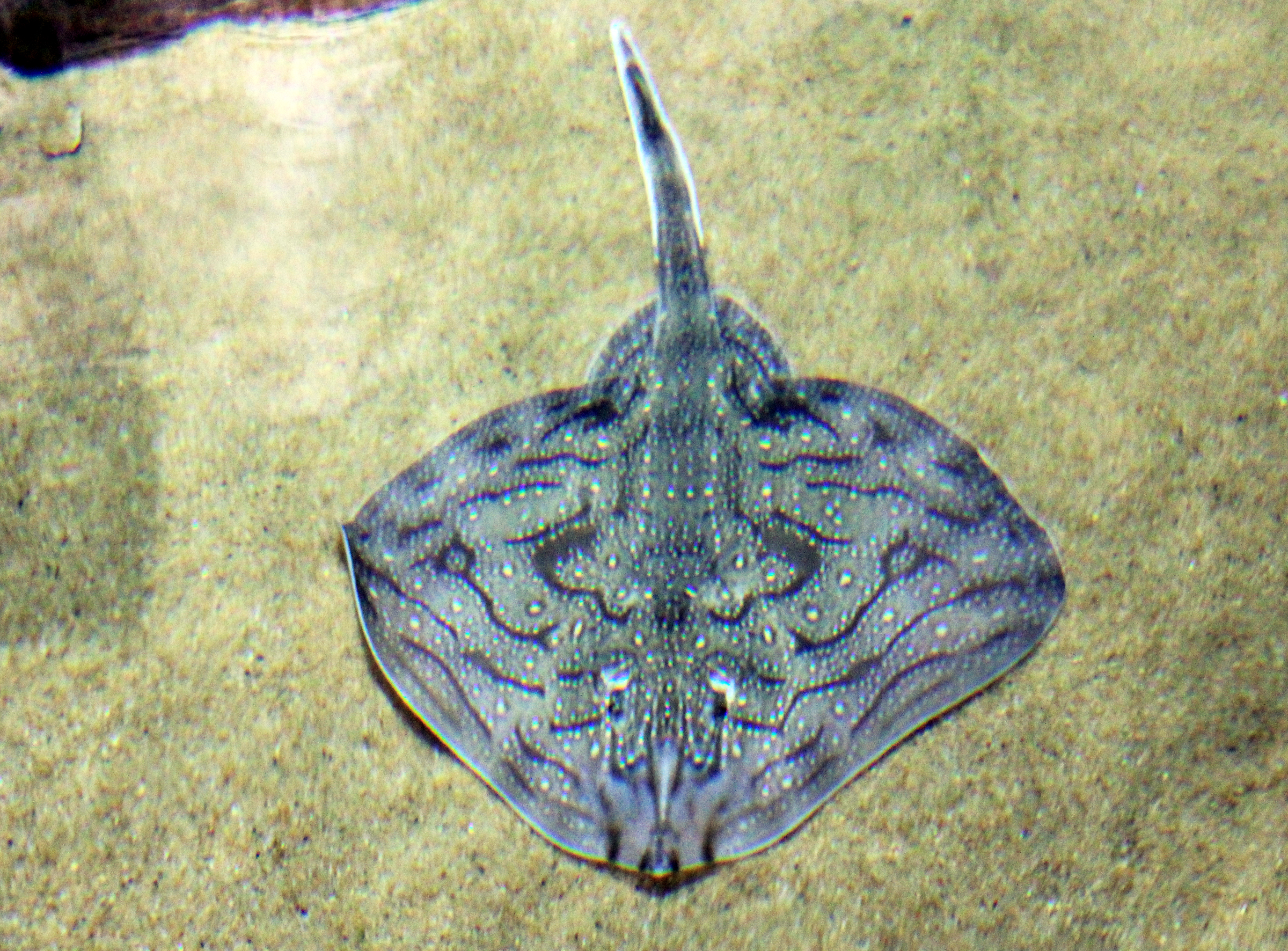
Cifra ráják
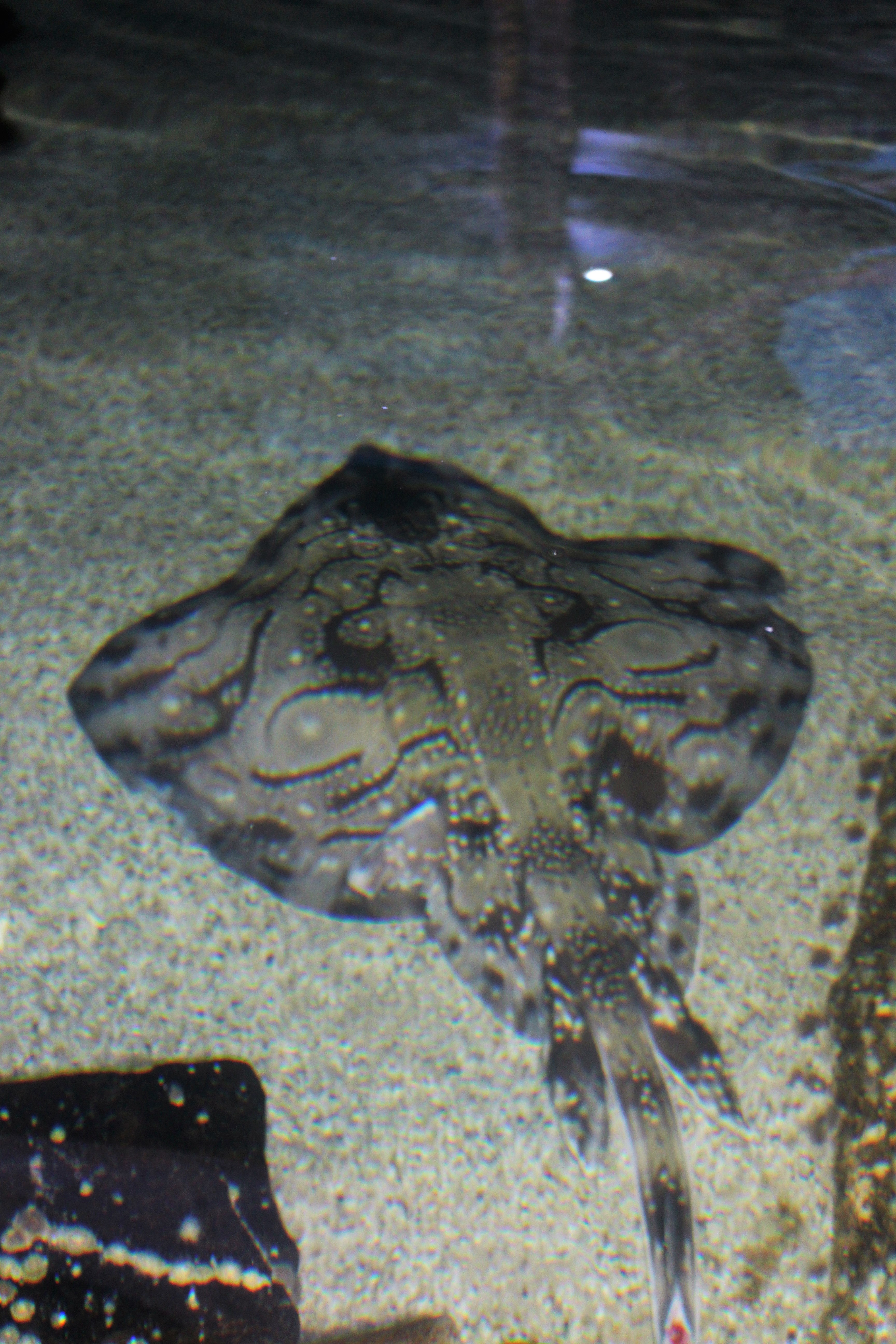
különböző
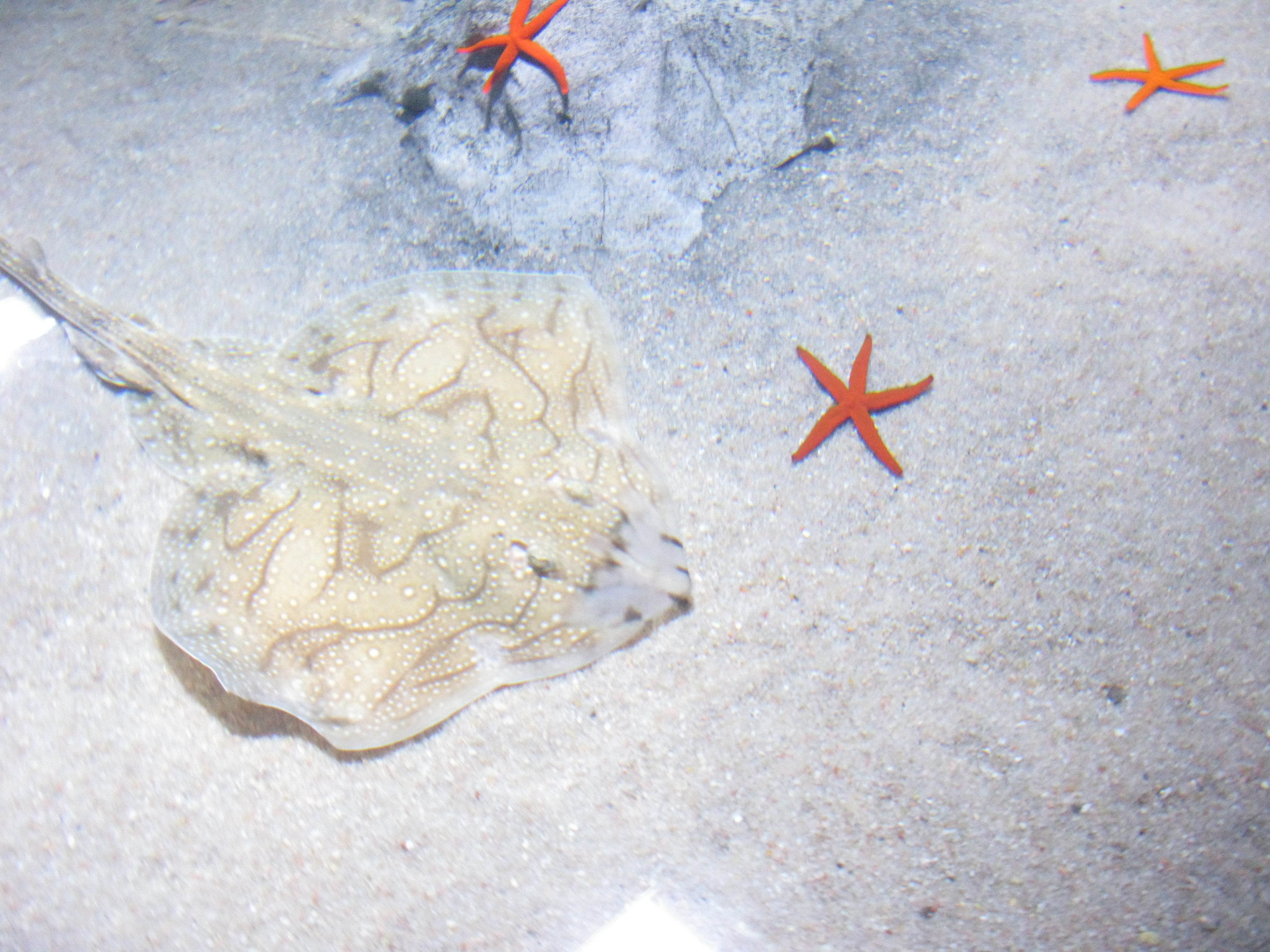
akváriumokban
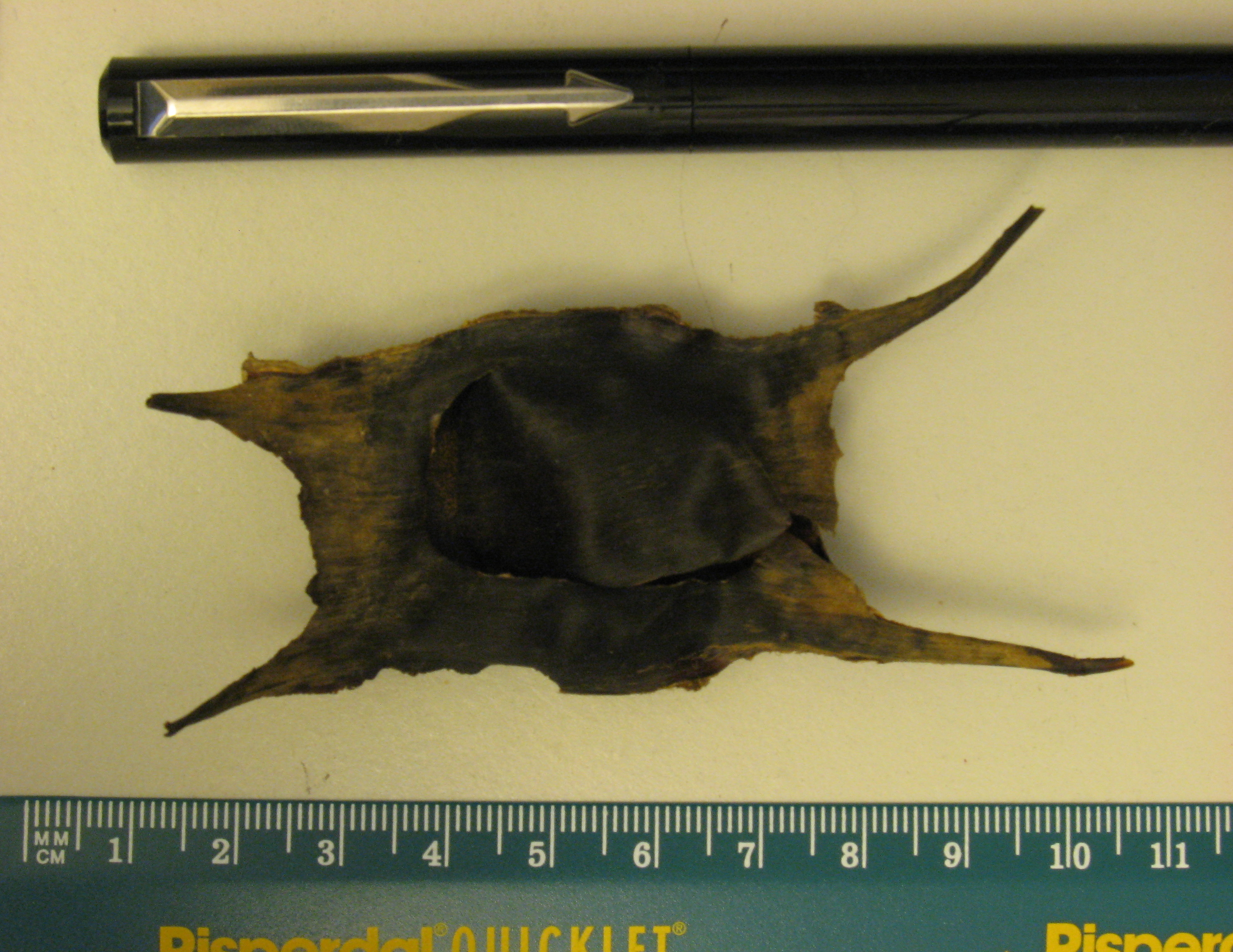
A tojástokja
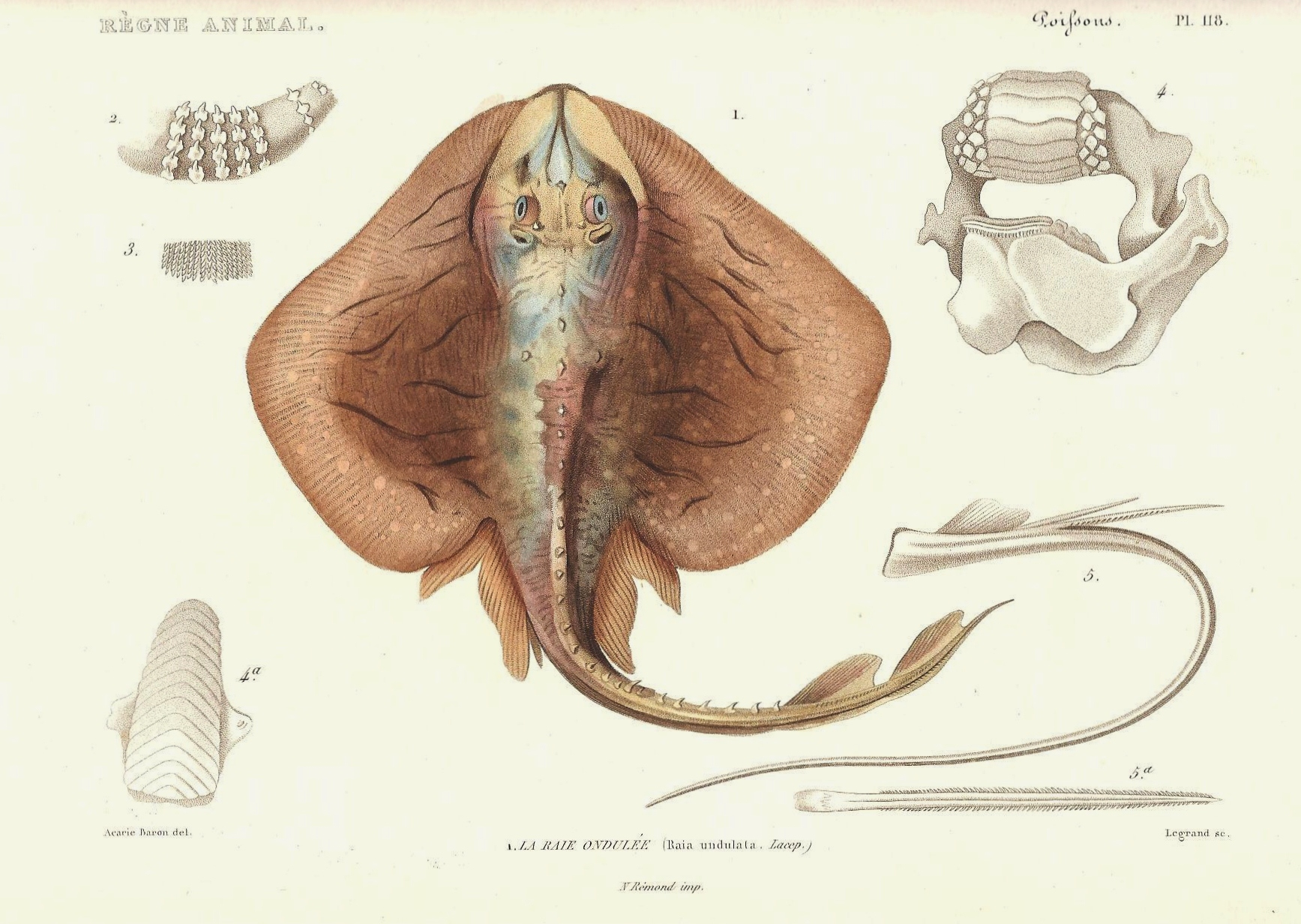
Rajz a cifra rájáról